# Sorafenib
El sorafenib es un medicamento antineoplásico aprobado por la FDA (Estados Unidos) y la EMA (Unión Europea) para el tratamiento del cáncer renal primario (carcinoma renal) avanzado 
, del cáncer hepático primario (hepatocarcinoma) y por la FDA para el tratamiento del carcinoma de tiroides avanzado refrectario al tratamiento con yodo radioactivo. Es un inhibidor de la tirosina quinasa, actuando sobre receptores de factores angiogénicos, entre otros. Es codesarrollado y comercializado por Bayer y Onyx Pharmaceuticals.

## Historia

### Cáncer de riñón
Sorafenib fue aprobado por la U.S. Food and Drug Administration (FDA) en diciembre de 2005 
y recibió la autorización de comercialización por parte de la Comisión europea en julio de 2007, 
en ambos casos para el tratamiento del carcinoma renal avanzado.

### Cáncer de hígado y otras aplicaciones
La Comisión Europea concedió la autorización de mercadeo del Sorafenib para el tratamiento de pacientes con carcinoma hepatocelular, la forma más frecuente de cáncer de hígado primario, en octubre de 2007.
La aprobación de la FDA para esta indicación se dio en noviembre de 2007, 
con la diferencia de que en Estados Unidos solo se aprobó para carcinoma hepatocelular no resecable. Más recientemente algunos estudios sugieren un posible efecto terapéutico en el tratamiento de la fibrosis pulmonar.